# Ronde van Oman 2010
De Ronde van Oman 2010 was de eerste editie van de meerdaagse wielerwedstrijd in Oman. De wedstrijd, die deel uitmaakte van de UCI Asia Tour, vond plaats van 14 tot 19 februari en bestond uit zes etappes. De organisatie was in handen van Amaury Sport Organisation.

## Uitslagen
Er namen zestien ploegen met elk acht renners aan deel.
| Ag2r-La Mondiale  | BMC                 | Cervélo TestTeam | Garmin-Transitions        |
| Liquigas-Doimo    | Omega Pharma-Lotto  | Quick Step       | Saur-Sojasun              |
| Team HTC-Columbia | Team Katjoesja      | Team Milram      | Team Saxo Bank            |
| Team Sky          | Trek-Livestrong U23 | Vacansoleil      | Topsport Vlaand.-Mercator |

## Etappes
| Etappe  | Winnaar              | Algemeen Klassement · | Puntenklassement ·   | U 25 ·               | Strijdlust ·       | Ploegenklassement |
| ------- | -------------------- | --------------------- | -------------------- | -------------------- | ------------------ | ----------------- |
| 1       | Jimmy Casper         | Jimmy Casper          | Jimmy Casper         | Edvald Boasson Hagen | Marco Pinotti      | Saur-Sojasun      |
| 2       | Daniele Bennati      | Edvald Boasson Hagen  | Edvald Boasson Hagen | Edvald Boasson Hagen | Kristof Vandewalle | Saxo Bank         |
| 3       | Edvald Boasson Hagen | Edvald Boasson Hagen  | Edvald Boasson Hagen | Edvald Boasson Hagen | Gatis Smukulis     | Garmin            |
| 4       | Leigh Howard         | Daniele Bennati       | Tyler Farrar         | Gatis Smukulis       | Gatis Smukulis     | Garmin            |
| 5       | Tom Boonen           | Daniele Bennati       | Tyler Farrar         | Gatis Smukulis       | Gatis Smukulis     | Saxo Bank         |
| 6       | Edvald Boasson Hagen | Fabian Cancellara     | Edvald Boasson Hagen | Edvald Boasson Hagen | Gatis Smukulis     | HTC-Colombia      |
| Uitslag | Uitslag              | Fabian Cancellara     | Edvald Boasson Hagen | Edvald Boasson Hagen | Gatis Smukulis     | HTC-Colombia      |

2010 · 2011 · 2012 · 2013 · 2014 · 2015 · 2016 · 2017 · 2018 · 2019 · 2020-2021 · 2022 · 2023 · 2024 · 2025